# Speech Level Singing
Speech Level Singing (SLS) ist eine funktionale Stimmbildungsmethode, die vom US-amerikanischen Stimmbildner Seth Riggs entwickelt und verbreitet wurde. Sie basiert auf der italienischen Belcanto-Gesangstechnik in Verbindung mit Erkenntnissen aus Stimmtherapie und Medizin.
Durch gezielte, individuell auf die jeweilige Stimmsituation zugeschnittene Übungen sollen die verschiedenen Gesangsregister und deren Übergänge (Bridges) bewusst wahrgenommen und miteinander verbunden werden. Besonderes Augenmerk wird auf die Entwicklung der sogenannten Mischstimme (Mix), der Verbindung zwischen Brust- und Kopfstimme gelegt.
SLS befasst sich mit der Stärkung und Koordination der inneren Kehlkopfmuskulatur. Kehlkopfstellung und Artikulationsmuskulatur (Zunge, Lippen, Mimikmuskulatur) sollen dabei entspannt und natürlich auf Sprechniveau bleiben. Damit soll verhindert werden, dass sich diese äußere Muskulatur als so genannte „Hilfsmuskulatur“ die für den Schluckprozess zuständig ist ineffizient an der Phonation beteiligt.
Die Methode geht davon aus, dass sich bei optimaler Koordination der Gesangsregister eine Balance zwischen Kehlkopftätigkeit und Atemmuskulatur von selbst einstellt. Das Ziel ist ein bruchloser Klang über einen großen Stimmumfang und eine große dynamische Bandbreite.
Im Jahr 2010 gab es in der SLS-Organisation ca. 700 zertifizierte Speech-Level-Singing Lehrer weltweit, die Sänger aller Genres (vor allem Pop, Musical und Oper) trainierten. Mit der SLS-Methode wurden bisher zahlreiche Grammy Award Gewinner unterrichtet.
Aus der Speech Level Singing Organisation sind diverse Organisationen entstanden die das Ziel haben Gesangslehrer auszubilden und mit einer effizienten Methodik auszustatten wie z. B. IVTOM (International Voice Teachers of Mix), VIP (Vocology in Practice), IVA (Institute for Vocal Advancement) oder MVT (Modern Vocal Training).